# Medaglia interalleata della vittoria (Romania)
La medaglia interalleata della vittoria rumena, ((RO)  Medalia victoriei) fu istituita dal Governo rumeno con regio decreto del 20 luglio 1921 non solo per commemorare la vittoria nella prima guerra mondiale, analogamente a quanto praticato dalle altre nazioni alleate, ma anche per quella nella guerra romeno-ungherese.
I conferimenti furono circa 300.000; il nastro, uguale per tutte le nazioni, presenta i colori di un doppio arcobaleno con il rosso al centro.

## Criteri di eleggibilità

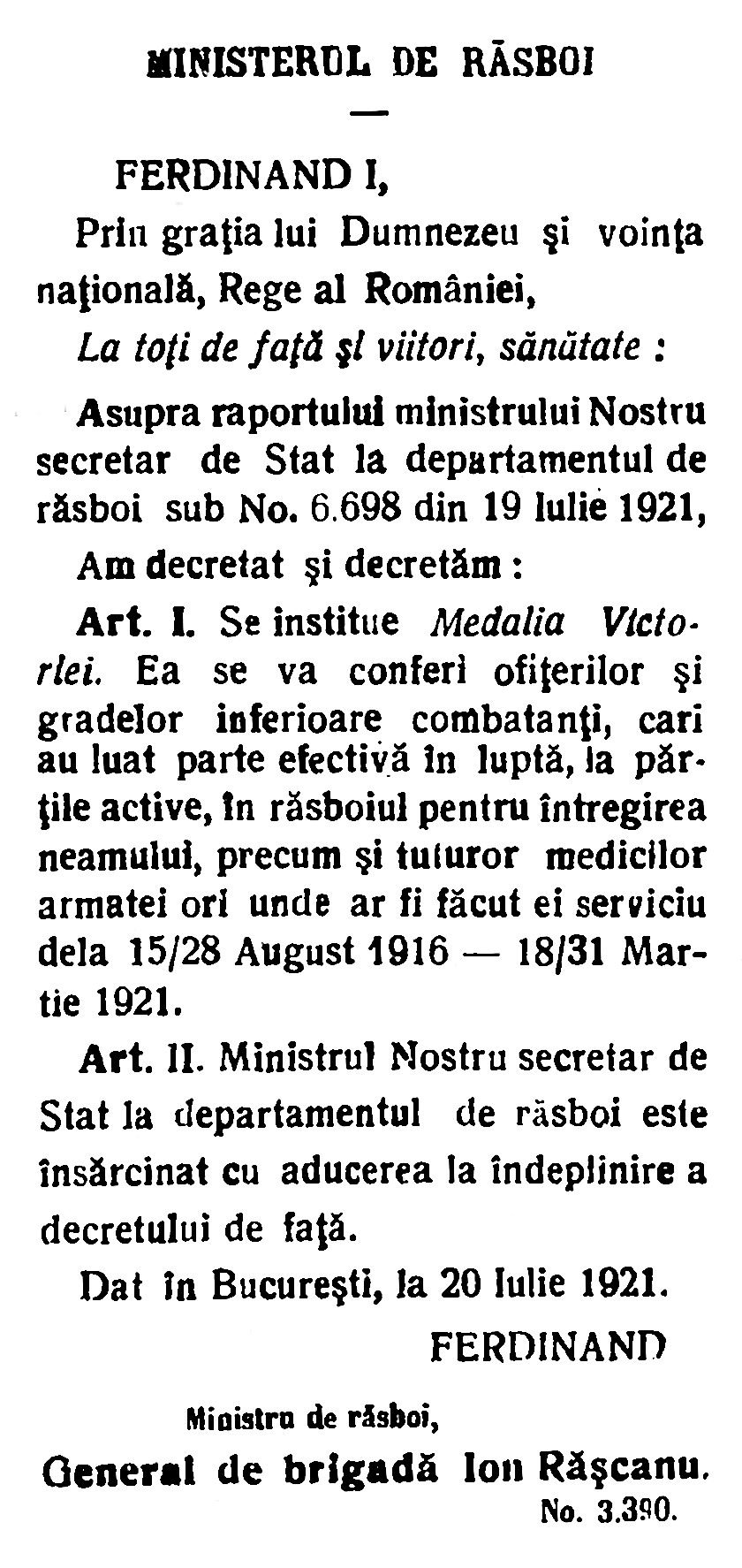
Regio decreto istitutivo della medaglia interalleata della vittoria rumena.

Secondo il decreto istitutivo aveva diritto alla medaglia tutto il personale, di qualsiasi rango, che aveva effettivamente preso parte ai combattimenti tra il 28 agosto 1916 e il 31 marzo 1921, includendo così anche i combattenti della Guerra romeno-ungherese.
Con delibera del ministro della Guerra n. 847 del 3 agosto 1921, il conferimento fu limitato ai combattenti e a quei ruoli tradizionalmente non combattenti che, al fronte o da dietro le linee, avevano contribuito direttamente ai combattimenti: meccanici degli aerei, chirurghi, barellieri, inservienti medici e cappellani, inoltre i comandanti di unità d'artiglieria, divisioni, corpi ed armate, i loro capi di stato maggiore e gli ufficiali di stato maggiore che avevano prestato servizio al fronte.
Gli ufficiali decorati dell'ordine della virtù militare erano qualificati automaticamente mentre gli attaché militari erano specificamente esclusi; non fu stabilito un periodo minimo di servizio.

## Insegne
Le proposte progettuali per le medaglie furono sottoposte a una giuria internazionale che, per la versione rumena, scelse il progetto del tenente colonnello Constantin Kristescu, che fu anche incaricato di scolpire il modello.
Fu prodotta a Parigi,
dove Kristescu era solito lavorare con la ditta Arthus-Bertrand.

### Medaglia
La medaglia è costituita da un disco di bronzo del diametro di 36 mm., che reca:
sul diritto
la vittoria alata, in piedi di fronte a figura intera, con un ramo di palma nella mano sinistra e nella destra una spada con la punta verso in basso.
sul rovescio
al centro un'alabarda e su tre linee, le parole: 
sul contorno un ramo di alloro ed uno di quercia racchiusi da una catena formata da venti anelli, sui ognuno dei dieci anelli di profilo è inciso il nome di uno dei paesi alleati: Inghilterra, Belgio, Grecia, Giappone, Serbia, Stati Uniti, Cina, Romania, Italia e Francia.
La firma dello scultore, 'Kristesko' è vicino all'anello del Giappone.

### Nastro
Nelle occasioni ufficiali e alle cerimonie la medaglia andava portata sul lato sinistro del petto, appesa ad una nastro largo 39 mm. dai colori di due arcobaleni affiancati per il rosso, con il viola ai lati, uguale a quelli delle altre nazioni alleate ed associate che istituirono la medaglia.
Nelle altre occasioni si portava solo il nastrino al posto della medaglia.